# Александар Дунђеровић
Александар Дунђеровић (Београд) српски је позоришни редитељ, старији предавач савременог позоришта Универзитета у Манчестеру.

## Биографија
Он се преселио се у Канаду почетком деведесетих. Позоришни редитељ који је у последњих 20 година радио у бившој Југославији, Србији, Америци, Канади, Великој Британији, Колумбији, Бразилу и Ирану.
Године 1995. преселио се у Енглеску где је учио код професора Дејвида Бредбија и докторирао на Ројал Холовеј Универзитету у Лондону.
Основао је Колектив театар (енгл. Theatre Kolectiv) 2000. у Енглеској.
Његов истраживачки рад се одвија у областима: интердисциплинарног перформанса, режије, девизинга, политичког позоришта, латино-америчког позоришта и мулти медијског повезивања филма и позоришта. Аутор је више књига и есеја о савременом позоришту и филму.
Био је гостујући професор на Универзитету Сао Пауло 2007. године. У академској 2008-09. години добио је престижну (енгл. Leverhulme Research Award) награду да истражује и пише књигу о Бразилском савременом позоришту. Аутор је дела Савремено позориште (Енглески:Contemporary Performance), антологије (Енглески:The Routledge Drama Anthology and Sourcebook) која излази 2010. године.

## Приватни живот
Син је Вуке Дунђеровић, истакнуте југословенске и српске филмске и телевизијске глумице. Живи у Ливерпулу.

## Представе
- Чежњу под брестовима (1992),
- Фауст Монтаза (1993),
- Хамлетмашина (1994),
- Новогодишња бајка (1997),
- Кабаре Европа (2000,2005),
- Иби реконструкција (2002),
- Суђење Харолду Пинтеру (2006),[4]
- Вишњик (2008),
- Клуб Нови светски поредак (2009).[5]

## Дела
- Менаџмент у позоришту (1993),
- Биоскоп Робера Лепажа (2003),
- Театралност Робера Лепажа (2007),
- (Енглески:Robert Lepage – Routledge Performance Practitioners, 2009).

## Галерија
- Александар Дунђеровић, Књажевско-српски театар 2009.
- Х. Пинтер, Х. Милер, Платон Клуб Нови светски поредак